# Подиатрия

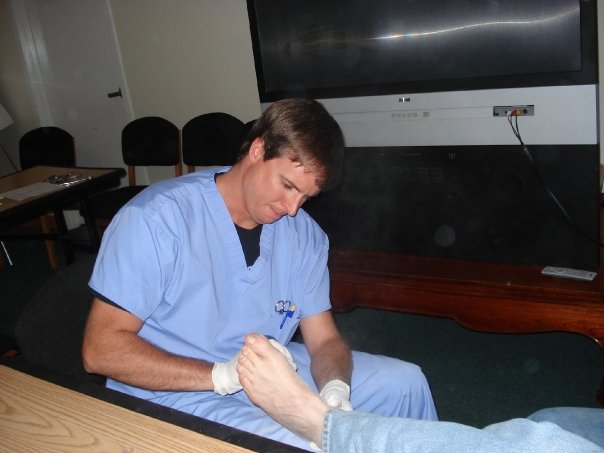
Подиатр занимается лечением стопы

Подиатрия (хироподия) — раздел медицины, занимающийся лечением заболеваний стопы и голени, объединяющий знания по ортопедии, травматологии, сосудистой и гнойной хирургии, нейрохирургии. К сфере подиатрии относятся различные врождённые и приобретённые деформации стопы (плоскостопие, вальгусная деформация, плантарный фасциит), тарзальный тоннельный синдром, диабетическая стопа и др.
Подиатрию, как отдельную дисциплину, изучают в Великобритании, США, Канаде, Австралии и Новой Зеландии. В других странах подиатрия является достаточно молодой наукой (так, первое в России руководство по подиатрии было издано в 2006 г.).
Крайне важно наблюдение специалистами-подиатрами пациентов с наличием микроциркуляторных нарушений — при сахарном диабете, различных системных васкулитах и т. д.